# Jean Raynaud
Pour les articles homonymes, voir Raynaud.
Ne doit pas être confondu avec Jean Reynaud.
Jean Raynaud, né le 28 août 1818 à Boisseuilh (Dordogne) et mort le 30 mars 1890 à Périgueux (Dordogne), est un homme politique français.
Avocat à Périgueux, bâtonnier, président de la société de secours mutuels de Périgueux, conseiller général du canton de Hautefort, il est élu député de la Dordogne en 1876, siégeant à droite. Réélu en 1877, lors des élections générales, il est invalidé et ne se représente pas, reprenant ses activités d'avocat.

## Sources
- « Jean Raynaud », dans Adolphe Robert et Gaston Cougny, Dictionnaire des parlementaires français, Edgar Bourloton, 1889-1891 [détail de l’édition]
- Ressources relatives à la vie publique :   - base Léonore
  - Base Sycomore